# Дзеслевский, Роман

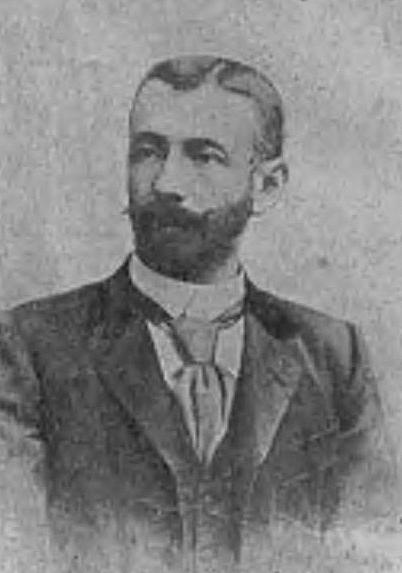
Роман Дзеслевский

Роман Дзеслевский (Здиславский) (пол. Roman Dzieślewski ; 18 января 1863, Тарнув — 8 августа 1924, Касинов близ Ивацевичи (ныне Брестской области Республики Беларусь) — польский инженер-электротехник. Пионер электротехники в Польше, педагог, профессор.
Первый польский профессор электротехники, основатель преподавания электротехники в высших учебных заведениях. Автор академического учебника по электричеству и электротехнике. Создатель первой университетской лаборатории.
Организатор первой кафедры электротехники. Один из основателей польской лексики в области электричества.
Выпускник, затем преподаватель, профессор (1895) и ректор Львовской Политехники (1901—1902).
Известный общественный деятель. Депутат Галицкого краевого сейма. В течение 16 лет был членом городского совета Львова.
Похоронен на Лычаковском кладбище.
До начала Второй мировой войны его имя носила одна из улиц Львова.